# Helina subfica
Helina subfica este o specie de muște din genul Helina, familia Muscidae, descrisă de Feng în anul 2005.
Este endemică în Sichuan. Conform Catalogue of Life specia Helina subfica nu are subspecii cunoscute.